# Yanelis Santos
Yanelis Santos Allegne est une joueuse de volley-ball cubaine née le 30 mars 1986 à Ciego de Ávila. Elle mesure 1,81 m et joue au poste d'attaquante. Elle a totalisé 116 sélections en équipe de Cuba.

## Clubs
| Club            | De        | À         |
| --------------- | --------- | --------- |
| Ciego de Ávila  | 1998-1999 | 2013-2014 |
| Leningradka     | 2014-2015 | 2014-2015 |
| İlbank Ankara   | 2015-2016 | 2017-2018 |
| PTT Spor Kulübü | 2018-2019 | …         |

## Palmarès

### Équipe nationale
- Grand Prix Mondial
  - Finaliste : 2008.
- Coupe panaméricaine
  - Vainqueur : 2007.
- Jeux Panaméricains
  - Vainqueur : 2007.
  - Finaliste : 2003, 2011.
- Championnat d'Amérique du Nord
  - Vainqueur : 2007.
- Jeux d'Amérique centrale et des Caraïbes
  - Finaliste: 2006.

### Distinctions individuelles
- Coupe du monde de volley-ball féminin 2007: Meilleure serveuse.
- Jeux olympiques d'été de 2008: Meilleure serveuse.
- Championnat d'Amérique du Nord de volley-ball féminin 2009: Meilleure serveuse.
- Championnat d'Amérique du Nord de volley-ball féminin 2011: Meilleure attaquante.
- Coupe panaméricaine de volley-ball féminin 2012: Meilleure serveuse et meilleure attaquante.